# Майкъл Скот
Майкъл Скот (на английски: Michael Scott) е ирландски писател на бестселъри в жанровете фентъзи, хорър, научна фантастика, фолклористика. Експерт в келтската митология и фолклора. Пише в жанра любовен роман под псевдонима Анна Дилън (на английски: Anna Dillon).

## Биография и творчество
Майкъл Скот е роден на 28 септември 1959 г. в Дъблин, Ирландия.
Когато навършва пълнолетие, започва работа като книжар и с течение на годините развива успешна търговия с антики и редки книги.
Автор на поредицата „Тайните на безсмъртния Никола Фламел“ – шестте книги по ред на излизане са: Алхимикът, Магьосникът, Вълшебницата, Некромантът, Вещерът и Чародейката.
Известно време е оглавявал драматичния отдел на „Тайрън Пръдакшънс“ (създателите на музикалното и танцово шоу „Ривърденс“), а освен това е писал киносценарии и театрални пиеси. Отличен е за несравним принос в детската литература от Guide of the Children’s Books.
Майкъл Скот живее със семейството си в Дъблин.

## Произведения

### Като Майкъл Скот

#### Самостоятелни романи
- Song of the Children of Lir (1983)
- Келтска одисея: Пътешествието на Майлдун, Celtic Odyssey: The Voyage of Maildun (1985)
- The Children of Lir (1986)
- The Last of the Fianna: An Irish Legend (1987)
- Navigator: The Voyage of St Brendan (1988) – с Глория Гахан
- The Quest of the Sons (1988) – издаден и като „The Seven Treasures”
- Banshee (1990)
- The River Gods (1991)
- Reflection (1992)
- Gemini Game (1993)
- Imp (1993)
- The Hallows (1995)
- Wolf Moon (1995)
- 19 Railway Street (1998) – с Морган Лиуелен
- Vampyre (1998)
- 13-те Светини, The Thirteen Hallows (2011) – с Колет Фрийдман

#### Серия „Тайните на безсмъртния Никола Фламел“ (Secrets of the Immortal Nicholas Flamel)
1. Алхимикът, The Alchemyst (2007)
2. Магьосникът, The Magician (2008)
3. Вълшебницата, The Sorceress (2009)
4. Некромантът, The Necromancer (2010)
4.5. The Death of Joan of Arc: A Lost Story from the Secrets of the Immortal Nicholas Flamel (2010)
5. Вещерът, The Warlock (2011)
5.5. Billy the Kid and the Vampyres of Vegas (2011)
6. Чародейката, The Enchantress (2012)

#### Серия „Приказки от земята на Ерин“ (Tales from the Land of Erin)
1. A Bright Enchantment (1985)
2. A Golden Dream (1985)
3. A Silver Wish (1985)

#### Серия „Приказки на барда“ (Tales of the Bard)
1. Magician's Law (1987)
2. Demon's Law (1988)
3. Death's Law (1988)

#### Серия „Де Данън“ (De Dannan)
1. Wind Lord (1991)
2. Earth Lord (1992)
3. Firelord (1993)

#### Серия „Джудит“ (Judith)
1. Judith and The Traveller (1991)
2. Judith and Spider (1992)
3. Good Enough for Judith (1994)

#### Серия „Друг свят“ (Other World)
1. October Moon (1993)
2. House of the Dead (1993)

#### Серия „Аркана“ (Arcana) – сМорган Лиуелен
1. Silverhand (1995)
2. Silverlight (1996)

#### Серия „Възлюбени на боговете“ (Beloved of the Gods) – сМорган Лиуелен
1. Etruscans (2000)

#### Серия „Принцът търговец“ (Merchant Prince) – сАрмин Шимерман
1. The Merchant Prince (2000)

#### Серия „Вампири от Холивуд“ (Vampyres of Hollywood)
1. Vampyres of Hollywood (2008) – с Ейдриън Барбо

#### Участие в общи серии с други писатели

##### Серия „Доктор Кой 50-годишнина“ (Doctor Who 50th Anniversary E-Shorts)
2. The Nameless City (2013)
от серията има още 6 романа от различни автори

#### Разкази
- I Told You So (1996)

#### Сборници
- Chiller (1995) – с Мейв Фрийл, Крис Линч и Кормак Макройс
- Doctor Who: 12 Doctors 12 Stories (2014) – с Холи Блек, Мелъри Блекман, Оуън Колфър, Нийл Геймън, Чарли Хигсън, Дерек Ланди, Ришел Мийд, Патрик Нес, Филип Рийв, Майкъл Скот Роан, Алекс Скароу, Маркъс Седжуик и други

#### Документалистика
- Ирландски вълшебни сказания, Irish folk & fairy tales (1983)
- Ирландски митове и легенди, Irish Myths and Legends (1992)
- The Book of Celtic Wisdom (1999)
- Who Wants to Be A Millionaire? (2001)
- Celtic Wisdom for Business (2001)

### Като Анна Дилън

#### Самостоятелни романи
- Seasons (1988)
- Another Time, Another Season (1989) – издаден и като „Another Season”
- Season's End (1991)
- Image (1991)
- Lies (1992)
- The Affair (2004)
- Consequences (2005)
- Closure (2006)